# Denbigh
Denbigh (walesiska: Dinbych) är en ort och community i Storbritannien.   Den ligger i kommunen Denbighshire och riksdelen Wales, i den södra delen av landet, 290 km nordväst om huvudstaden London. Antalet invånare i communityn är 8 986 (2011).